# مستقبل الريانودين 2
مستقبل الريانودين 2 واختصارا (RYR2) هو بروتين يتواجد بشكل أساسي في العضلة القلبية، ويُشفَّر لدى البشر بواسطة الجين RYR2. في عملية تحرير الكالسيوم المستحث بالكالسيوم في القلب، الـRYR2 وسيط كبير لتحرير الكالسيوم المخزن إلى الهيولى العضلية.

## الوظيفة
يعمل بروتين RYR2 كمكون رئيسي لقناة الكالسيوم المتواجدة على غشاء الشبكة الإندوبلازمية العضلية التي تزود العضلة القلبية بالأيونات أثناء انقباض القلب. لتمكين عضلة القلب من الانقباض، يسمح تدفق الكالسيوم عبر قنوات الكالسيوم من النوع L المبوبة بالفولتية في الغشاء البلازمي لأيونات الكالسيوم بالارتباط بـRYR2 المتواجد على الشبكة الهيولية العضلية. يُسبب هذا الارتباط تحرير الكالسيوم عبر RYR2 من الشبكة الإندوبلازمية العضلية إلى العصارة الخلوية، أين يرتبط بالنطاق C الخاص بالتروبونين وهذا يزيح التروبوميوسين ويسمح لأتِباز الميوسين بالارتباط بالأكتين وتمكين العضلة القلبية من الانقباض. قنوات RYR2 مرتبطة بالعديد من الوظائف الخلوية، منها أيض المتقدرة، التعبير الجيني، بقاء الخلايا على قيد الحياة، وذلك فضلا عن دورها في انقباض خلية العضلة القلبية.